# مدفوع فسیل‌شده

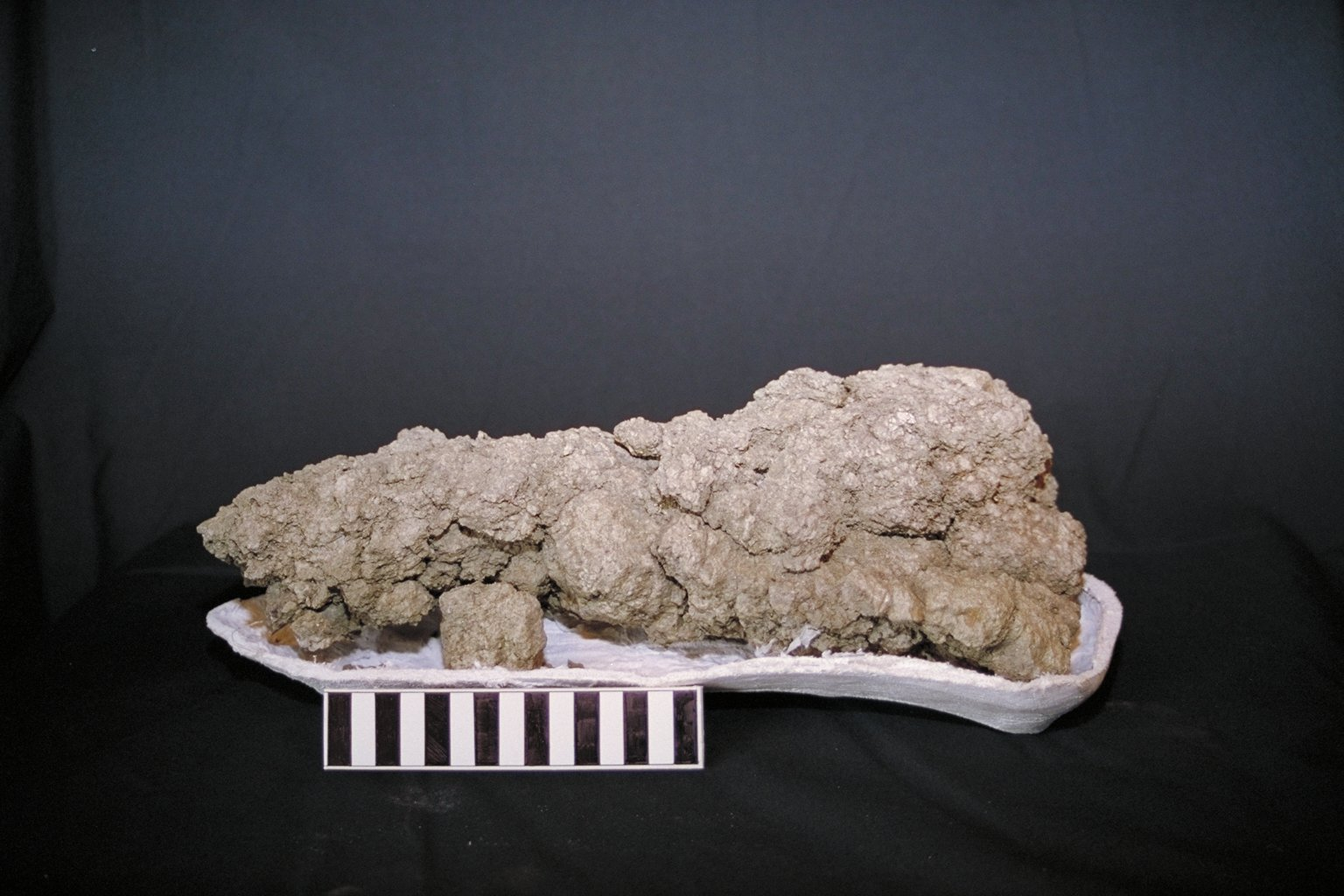
یک مدفوع فسیل شده از یک دایناسور گوشتخوار موجود در جنوب غربی استان ساسکاچوان. عکس کارن چین از USGS.

مدفوع فسیل‌شده (به انگلیسی: coprolite) فسیل یک مدفوع است. مدفوع فسیل‌شده به عنوان فسیل شاخص طبقه‌بندی می‌شوند چون شواهدی برای رفتار حیوان (در این مورد رژیم غذایی) به جای مورفولوژی آن می‌دهند. این نام مشتق از کلمات یونانی باستان κόπρος (koprosبه معنی "مدفوع") و λίθος (lithosبه معنی "سنگ") است. آنها برای اولین بار توسط ویلیام باکلند در سال ۱۸۲۹ شرح داده شدند. اینگونه فسیل‌ها در دیرین شناسی بسیار ارزشمندند چرا که آنها شواهد مستقیم از شکار و رژیم غذایی از موجودات منقرض شده‌اند. این فسیل‌ها ممکن است از نظر اندازه از چند میلی‌متر به بیش از ۶۰ سانتیمتر برسند.

## یادداشت
1. ↑  "coprolite". Dictionary.com.